# Hydrovatus similis
Hydrovatus similis är en skalbaggsart som beskrevs av Olof Biström 1997. Hydrovatus similis ingår i släktet Hydrovatus och familjen dykare. Inga underarter finns listade i Catalogue of Life.